# قانون معلومات الجفاف لعام 2013
قانون معلومات الجفاف لعام 2013 هو مشروع قانون يسمح بتمويل نظام معلومات الجفاف الوطني المتكامل حتى عام 2018. نظام معلومات الجفاف «مكلف بتوفير المعلومات في الوقت المناسب لمنع الجفاف والأضرار المناخية الشديدة».
تمت الموافقة على مشروع القانون في مجلس الشيوخ بالولايات المتحدة خلال الـ 113 كونغرس الولايات المتحدة. تم تقديم مشروع قانون مماثل وهو قانون إعادة ترخيص نظام معلومات الجفاف الوطني المتكامل لعام 2013 في مجلس النواب بالولايات المتحدة وتم النظر فيه في نفس الوقت تقريبًا. أصبح هذا القانون نافذا في 6 مارس 2014.